# Crossocerus elongatulus
Crossocerus elongatulus ist ein Hautflügler aus der Familie der Crabronidae.

## Merkmale
Der Körper dieser 5 bis 6 Millimeter langen Tiere ist schwarz gefärbt, wobei sowohl die Beine, die Palpen als auch der Antennenschaft gelb sind. Die Art ist schwer zu bestimmen und kann aufgrund ihrer Ähnlichkeit leicht mit den Weibchen von Crossocerus distinguendus verwechselt werden. 

## Vorkommen
Die Art kommt in ganz Europa, Nordafrika, Zentralasien und im nordöstlichen Teil der USA vor.

## Lebensweise
Die Nistgewohnheiten und die Ernährung der Larven sind bisher nur wenig erforscht. Die Weibchen von Crossocerus elongatulus legen ihre Nester sowohl im Erdreich, im Boden, in Löß- und Lehmwänden, zwischen Pflastersteinen, in Sandstein, in Holz aber auch in Mauerritzen an. Bei der Nahrungsaufnahme wurden sie an diversen Doldenblütlern beobachtet, aber auch an Sandrapunzeln (Jasione), Reseda oder Efeu (Hedera). Die Tiere fliegen jährlich vermutlich in zwei Generationen.  Die Brut wird mit Fliegen versorgt.

## Taxonomie
Die Art wird oft falsch geschrieben als elongatus, zum Beispiel als Crossocerus elongatus Lepeletier, 1845. Der homonyme Artname Crossocerus elongatus (Dudgeon, 1903) bezieht sich auf eine andere Art (heute als Eupliloides elongatus zur Gattung Eupliloides Pate, 1946 gestellt).

## Belege